# Jiangxi
Jiangxi (en chino, 江西; pinyin, Jiāngxīⓘ) es una provincia de la República Popular China. Su capital es Nanchang. Situada al este del país, limita con Hubei, Anhui, Zhejiang, Fujian, Cantón y Hunan.
Jiangxi tiene una extensión de 166 900 km² y su población es de más de 42 millones de habitantes (2003), un 99% de ellos de etnia Han. El clima de la provincia es húmedo y templado, con temperaturas que no superan los 32 °C en verano.

## Historia
La unificación de China durante la dinastía Qin significó la incorporación de Jiangxi en el imperio Qin. La colonización durante este periodo dio origen a los primitivos asentamientos en la provincia, muchos de las cuales han perdurado hasta nuestros días. 
Durante el siglo VII se construyó en la región parte del Gran Canal de China. A principios del siglo XX, la importancia del canal empezó a decrecer; al mismo tiempo la provincia empezó a empobrecerse. 
La región es rica en recursos minerales y es la provincia china con más depósitos de cobre, wolframio, oro, plata, uranio, torio y tántalo. Destaca también el cultivo de arroz así como de algodón y colza. La provincia es una de las más pobres de China. Su proximidad a algunas de las provincias más ricas del país ha hecho que gran parte del capital económico e intelectual emigre de Jiangxi.

## División administrativa
| Mapa | #          | Nombre   | Hanzi          | Hanyu Pinyin      | Tipo |
| ---- | ---------- | -------- | -------------- | ----------------- | ---- |
|      |            |          |                |                   |      |
| 1    | Nanchang   | 南昌市   | Nánchāng Shì   | Ciudad-prefectura |      |
| 2    | Fuzhou     | 抚州市   | Fǔzhōu Shì     | Ciudad-prefectura |      |
| 3    | Ganzhou    | 赣州市   | Gànzhōu Shì    | Ciudad-prefectura |      |
| 4    | Ji'an      | 吉安市   | Jí'ān Shì      | Ciudad-prefectura |      |
| 5    | Jingdezhen | 景德镇市 | Jǐngdézhèn Shì | Ciudad-prefectura |      |
| 6    | Jiujiang   | 九江市   | Jiǔjiāng Shì   | Ciudad-prefectura |      |
| 7    | Pingxiang  | 萍乡市   | Píngxiāng Shì  | Ciudad-prefectura |      |
| 8    | Shangrao   | 上饶市   | Shàngráo Shì   | Ciudad-prefectura |      |
| 9    | Xinyu      | 新余市   | Xīnyú Shì      | Ciudad-prefectura |      |
| 10   | Yichun     | 宜春市   | Yíchūn Shì     | Ciudad-prefectura |      |
| 11   | Yingtan    | 鹰潭市   | Yīngtán Shì    | Ciudad-prefectura |      |

## Ciudades hermanas
- Bohol, Filipinas
- Kentucky, Estados Unidos
- Mendoza, Argentina